# Veronika Wand-Danielsson

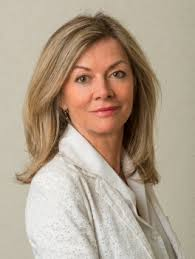
Veronika Wand-Danielsson, 2010

Veronika Wand-Danielsson (* 8. März 1959) ist eine schwedische Diplomatin und Botschafterin. Sie ist seit Anfang September 2023 Botschafterin von Schweden in Deutschland und war von 2014 bis 2020 Botschafterin in Frankreich sowie zuvor bei der NATO.

## Ausbildung und Berufsweg
Veronika Wand-Danielsson absolvierte 1984 den Bachelor an der Fakultät für Politikwissenschaften der Universität Uppsala. Im folgenden Jahr erwarb sie das Certificat d’Etudes politiques des Institut für politische Studien Paris (IEP). Im Jahr 1990 trat sie in das Außenministerium des Königreichs Schweden ein und war für die internationale Zusammenarbeit im Bereich der Drogenbekämpfung und internationalen Drogenkontrolle zuständig. Eine weitere Aufgabe war die finanzielle Unterstützung des Entwicklungsfonds der Vereinten Nationen für Frauen (UNIFEM) und sie beriet im Entwicklungsausschuss der OECD in Paris den Bereich für öffentliche Hilfen für die Entwicklungsgemeinschaft des südlichen Afrika (SADC).
Wand-Danielsson wurde 1993 zur Europäischen Kommission in Brüssel entsandt und war im Bereich der Drogenbekämpfung tätig. Als Gesandte-Botschaftsrätin an der Ständigen Vertretung ihres Landes bei der Europäischen Union übernahm sie Verantwortung für die Länder der Balkanregion. Vier Jahre später war sie Hauptverhandlungsführerin bei den Verhandlungen zum langfristigen Haushalt der Union.
Veronika Wand-Danielsson wurde 2007 Botschafterin und Missionschefin Schwedens bei der NATO. Anschließend war sie als erste Frau von 2014 bis 2020 Botschafterin ihres Landes in Frankreich und Monaco. Danach leitete Wand-Danielsson das Amerika-Referat beim Außenministerium, bevor sie 2023 die Leitung des Europa- und Nordamerika-Referats übernahm. Am 27. September 2023 wurde sie zur außerordentlichen und bevollmächtigten Botschafterin von Schweden in Deutschland akkreditiert. Ihr Vorgänger war dort Per Thöresson gewesen.
Wand-Danielsson heiratete den EU-Beamten Christian Danielsson und ist Mutter von zwei Kindern. Sie spricht Schwedisch, Deutsch, Französisch, Englisch und Norwegisch.

## Auszeichnungen
- 2020: Hans Majestät Konungens medalj des Königs von Schweden[2]
- 2020: Ordre national du Mérite (Großoffizierin) der Republik Frankreich[3]
- 2023: Orden des Marienland-Kreuzes (III. Klasse) der Republik Estland[4]